# Georges Lemaître
Georges Edouard Lemaître (Charleroi, Belgija, 17. srpnja 1894.  - Löwen, Belgija, 20. lipnja 1966.), belgijski katolički svećenik, matematičar i astronom.
Iznio je ideju prema kojoj je svemir nastao iz izuzetno zbijenog i toplog stanja. Postupnim širenjem svemira materija se hladila i diferencirala, stvarajući kompleksnu strukturu koju danas opažamo. Ta se ideja vremenom razvila u popularnu teoriju velikog praska.